# Bágala
Bágala is een deelgemeente (corregimiento) van de gemeente (distrito) Boquerón in de provincie Chiriquí in Panama. In 2015 was het inwoneraantal 2400.